# Михалко-Майдан
Михалко-Майдан (рос. Михалко-Майдан) — село в Большеболдинському районі Нижньогородської області Російської Федерації.
Населення становить 19 осіб. Входить до складу муніципального утворення Пікшенська сільрада.

## Історія
Від 2009 року входить до складу муніципального утворення Пікшенська сільрада.

## Населення
| 1999 | 2002 | 2010 |
| ---- | ---- | ---- |
| 72   | ↘46  | ↘19  |